# Gammogobius steinitzi
Gammogobius steinitzi är en fiskart som beskrevs av Bath, 1971. Gammogobius steinitzi ingår i släktet Gammogobius och familjen smörbultsfiskar. IUCN kategoriserar arten globalt som otillräckligt studerad. Inga underarter finns listade i Catalogue of Life.